# Earth Born
Earth Born is het zesde muziekalbum van de Amerikaanse band Spirits Burning. De leider van Spirits Burning heeft een aantal leidende figuren uit de spacerockscene bij elkaar gebracht en deze cd opgenomen. De muziek is te vergelijken met die van Gong en een zachte versie van Hawkwind. De spacerock is bij dit album meer naar de achtergrond geplaatst, het is meer songgericht.

## Musici
Onder de musici zijn te vinden: Daevid Allen (Gong), Bridget Wishart (Hawkwind), Simon House, Steve Swindells en Alan Davey(ex-Hawkwind).

## Composities
De composities zijn van allerlei musici die meespelen op dit album:
1. Earth Born (5:34)
2. One way trip (3:56)
3. Always (5:31)
4. Sarah’s surprise (4:33)
5. Hit the moon (4:18)
6. Two friends (6:33)
7. Behind the veil (4:34)
8. Crafted from wood (3:26)
9. Child growing (7:11)
10. Candles (4;24)
11. Storm shelter (5:32)
12. Evening (4:53)
13. Dancers at the end of … (4:11)